# Karl Ludwig von Hofkirchen
Graf Karl Ludwig von Hofkirchen († 10. März 1692 in Wien) Herr auf Kollmünz und Dressidl (Tresidl) sowie  Herr zu Beßlau und Haußkha, kaiserlicher Kämmerer, Hofkriegsrat, Feldmarschall-Lieutenant und Obrist eines Regiments zu Fuß hernach 1672 auch kaiserlicher geheimer Rat wurde als Oberster zum kaiserlicher Hofkriegsrat ernannt.

## Herkunft
Seine Eltern waren Wilhelm III. von Hofkirchen und dessen Ehefrau Anna Sabine von Auersperg († 1627).   Wilhelm III. war von 1616 bis 1619 Vertreter der evangelischen Stände. Er wurde 1620 als Rebell geächtet. Die Kinder wurden aber katholisch erzogen und die Familie erhielt 1621 die eingezogenen Güter zurück.
Große Teile von Karl Ludwigs Familie dienten im kaiserlichen Kriegsdienst, darunter seine Onkel Albrecht (1590–1633) und Lorenz von Hofkirchen (1606–1656), der im Dreißigjährigen Krieg anfangs auf protestantischer Seite gekämpft hatte.

## Leben
1658 erhielt er das böhmische Inkolat von Kaiser Leopold.  In den folgenden Jahren erhielt er verschiedene Lehen. So erhielt er noch 1658 von Hans Balthasar von Hoyos das Gut Hohenberg und 1664 von Adam Lorenz dem Bischof von Regensburg das Lehen Wochling und Grub.
Den 22. September 1661 erlangte darauf laut Hofbefehl an die Hofkammer am 24. Februar 1662 einen Interimsgehalt von jährlichen 800 Gulden (K.K. Hofkammer Archiv). Er wurde für sich und als Lehensträger seiner Schwägerin der Gräfin Klara Benigna von Hofkirchen am 7. Juli 1661 von Freiherrn Maximilian Erasmus  von Zinzendorf (1633–1673) mit den zinzendorfischen Lehenstücken bei Weinzierl und Wieselburg belehnt. Außerdem wurde er am 15. Januar 1665 zum  Generalfeldwachtmeister und am 3. Januar 1672 zum Feldmarschall-Lieutenant ernannt.
Danach wurde er mit dem Titel kaiserlicher geheimer Rat, Hofkriegsrat und General-Land- und Haus-Zeugmeister ausgezeichnet, ebenfalls den 28. Juli 1673 von Grafen Sigismund Ernst von Zinzendorf obige Lehenstücke bei Weinzierl & (Fischerberg etc.). Am 6. November 1676 wurde er zum Feldzeugmeister ernannt.
Er heiratete die Freiin Susanna Klara Bahr zu Rauhenstein, die letzte ihres Geschlechts. Die Ehe war kinderlos.
Er starb in Wien den 10. März 1692 und liegt in der vormaligen Minoriten Kirche zum heiligen Kreuz begraben.